# Джаландхар
Джаландха́р (в.-пандж. ਜਲੰਧਰ, англ. Jalandhar) — город в индийском штате Пенджаб, административный центр округа Джаландхар. Джаланхар являлся столицей штата Пенджаб с 1947 по 1953 года (до переноса столицы в Чандигарх).

## История
Джаландхар — один из старейших городов Пенджаба, известный, как минимум, с 100 г. н. э.. Доаб Джаландхара (регион, между реками Биас и Сатледж) являлся восточной окраиной империи Александра Великого. 
О Джаландхаре так говорит путешествовавшая там Е. П. Блаватская: "...В летописях Джуллундера, города в 80 милях от Лахора, куда раджпуты эмигрировали из Мультана 1400 лет до нашей эры, упоминается о посещении в V столетии до Р.Х. царем Лах-Авара своего деверя, царя «двенадцати Махаллов» или Джуллундера, состоящего из 12 крепостей."
В древности княжество Джаландхар объединяло почти все нижние доабы от реки Рави до реки Сатледж. Согласно Падма-пуране доаб Джаландхар получил своё название от царя Данавы Джаландхары, сына Шивы. До распространения сикхизма Шива являлся главным божеством, почитаемым в Джаландхаре.
Наиболее раннее упоминание Джаландхара восходит к кушанскому царю, Канишке, при котором в Джаландхаре примерно в 100 г. н. э. состоялся совет буддийских теологов, собравшихся в целях сбора и систематизации буддистских тестов и смягчения разногласий между сектами.
Со второй половины 10 столетия до 1019 года Джаландхар входил в состав индуистского княжества Шахи.
В ноябре 1551 года в Джаландхаре сын императора Хумаюна, Акбар женился на своей двоюродной сестре Рукайи Султан Бегун, которая стала его первой и главной женой.
Начиная с 16-го века, в регионе Джаландхара начинает распространяться сикхизм. В 1811 году махараджа Ранджит Сингх установил контроль над всем доабом Джаландхара при содействии местных лидеров сикхской общины. В 1845 году Рани Джинд Каур была провозглашена императрицей сикхов и началась первая англо-сикхская война. В 1846 году сикхи были вынуждены уступить доаб Джаландхара англичанам.

## География
Джаландхар расположен на орошаемой равнине между реками Биас и Сатледж. Средняя высота над уровнем моря — 228 м. Город находится на древнем Великом колёсном пути, на участке между Дели и Амритсаром, в 90 км от Амритсара, 114 км от столицы Пенджаба, Чандигарха, и 375 км от Дели.
Климат
Джаландхар характеризуется влажным субтропическим климатом с прохладной зимой и жарким летом. Летний максимум составляет 48°С, минимум: 25°С. Зимний максимум: 19°С, минимум: −5°С. Среднегодовой уровень осадков всего около 579 мм (большая часть выпадает в сезон муссонов — июль-август).
| Показатель                    | Янв. | Фев. | Март | Апр. | Май  | Июнь | Июль  | Авг.  | Сен. | Окт. | Нояб. | Дек. | Год  |
| ----------------------------- | ---- | ---- | ---- | ---- | ---- | ---- | ----- | ----- | ---- | ---- | ----- | ---- | ---- |
| Средний суточный максимум, °C | 19,4 | 21,6 | 26,0 | 34,5 | 39,4 | 38,2 | 34,1  | 33,1  | 32,6 | 31,5 | 27,2  | 22,3 | 30,0 |
| Средняя температура, °C       | 12,8 | 15,1 | 19,6 | 26,8 | 31,6 | 31,9 | 29,4  | 29,5  | 27,2 | 24,9 | 19,7  | 14,8 | 23,6 |
| Средний суточный минимум, °C  | 6,2  | 8,6  | 13,2 | 19,0 | 23,8 | 25,6 | 24,7  | 25,8  | 21,9 | 18,3 | 12,1  | 7,2  | 17,2 |
| Норма осадков, мм             | 10,7 | 16,7 | 32,8 | 15,2 | 20,4 | 69,7 | 155,5 | 183,6 | 60   | 1,5  | 3,5   | 9,7  | 579  |
| Источник:                     |      |      |      |      |      |      |       |       |      |      |       |      |      |

## Население
Население Джаландхара по данным переписи 2011 года составляет 873 725 человек. Основной язык населения — панджаби, довольно популярен также английский. 54,54 % населения исповедует индуизм; 45,46 % — сикхизм.

## Экономика
Имеется производство спортивных товаров, электроники и др.